# Баварец
Баварец (на руски: Бумер) е руска криминална драма от 2003 година на режисьора Пьотр Буслов. През 2006 година излиза и продължението Баварец 2.

## Сюжет
Четирима приятели се забъркват в криминални престъпления след кражба на автомобил БМВ и убийство на високопоставен представител на властта. Единствената алтернатива за тях е да минат в нелегалност и да се крият възможно най-далече с откраднатото возило. Така започват и техните приключения и премеждия с които се сблъскват по пътя си...

## Актьорски състав
- Владимир Вдовиченков,
- Андрей Мерзликин
- Максим Коновалов
- Сергей Горобченко
- Яна Шивкова
- Мария Шалаева
- Иля Любимов
- Сергей Приходко
- Иля Соколовский
- Людмила Полякова
- Филип Риба
- Виталий Алшански и други.